# Psychotria cuneata
Psychotria cuneata är en måreväxtart som beskrevs av Adolph Daniel Edward Elmer. Psychotria cuneata ingår i släktet Psychotria och familjen måreväxter. Inga underarter finns listade i Catalogue of Life.